# Polibo di Tebe
Pólibo (Pólybos: "ricco di buoi"; latino Pòlybus), re di Tebe (la città egiziana, non quella greca), è una figura della mitologia greca. 
Assieme alla moglie Alcandre, ospitò il re di Sparta Menelao e sua moglie Elena, giunti a Tebe durante il loro viaggio di ritorno dalla Guerra di Troia . Regalò a Menelao due vasche in argento.